# Tee (golf)
El tee (pronúnciese ti) es un pequeño soporte que se clava en la tierra y sobre el cual se pone la bola de golf, utilizado exclusivamente para este primer golpe de cada hoyo. Fue creado hacia 1920-1925. Antes se ponía la bola sobre un montoncito de arena húmeda hecho con la mano.

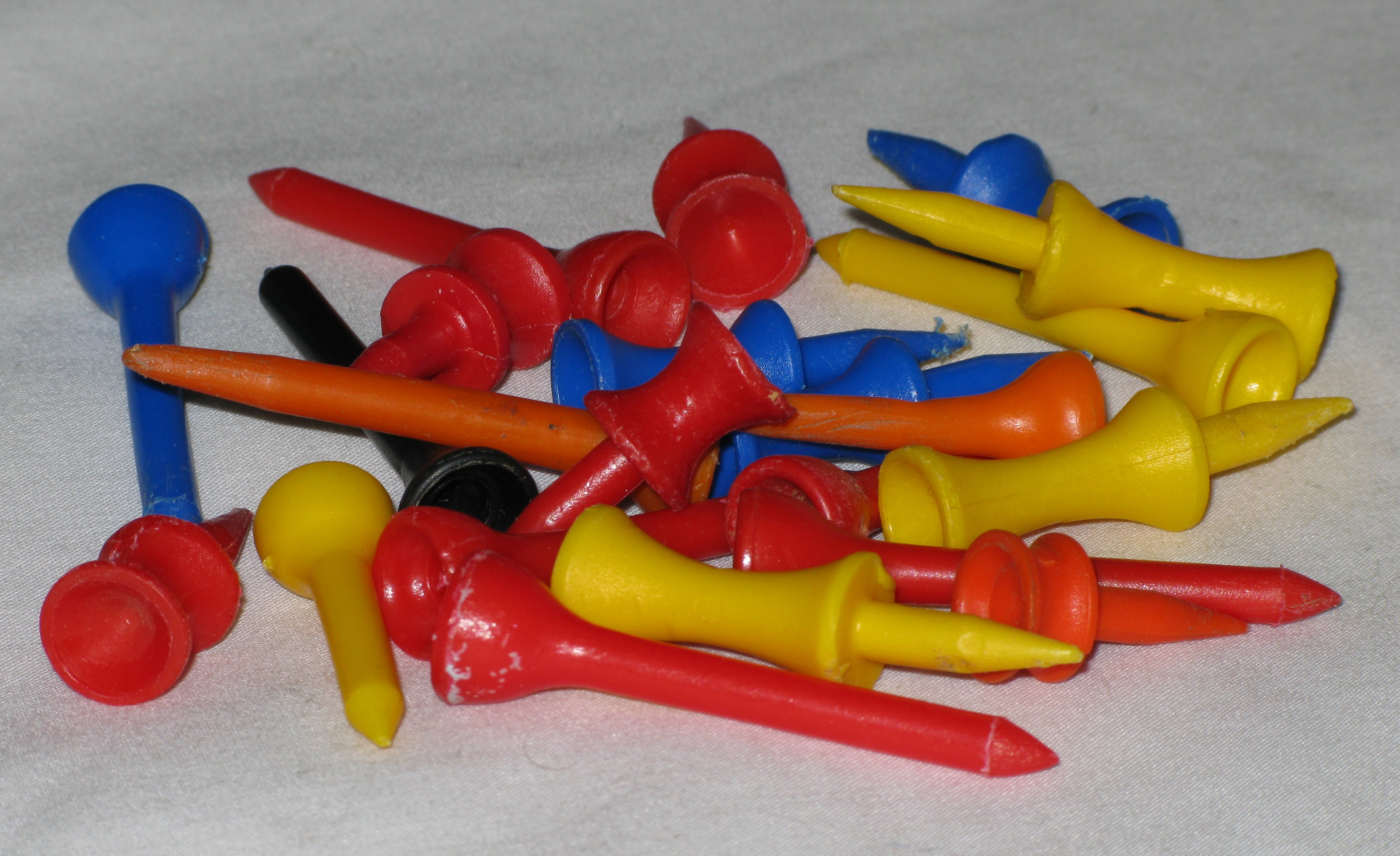
Tees

El tee de salida recibe ese nombre en alusión al mismo. La bola colocada encima del tee se halla, por tanto, a cierta distancia del suelo, lo cual facilita el dar un buen golpe y alcanzar mayores distancias, siendo menos probable que el palo roce la hierba. La altura del césped aquí suele ser de 5 a 10 mm. 
Para comenzar cada hoyo, los jugadores se colocan en una superficie pequeña, horizontal y con la hierba muy corta denominada lugar de salida (en inglés: tee o tee box), desde donde se da el primer golpe de cada hoyo. En él están colocadas parejas de barras, que delimitan la distancia hasta la cual se puede colocar la bola para comenzar a jugar el hoyo. En orden decreciente de distancia hasta el hoyo, hay un par de barras blancas, otras amarillas, otras azules y otras rojas. Salen de barras rojas las señoras y los niños, y de las amarillas los caballeros. Las azules son ordinariamente la salida de señoras profesionales, y las blancas, de caballeros profesionales. En cada campo, se puede decidir variar puntualmente estos criterios por motivos diversos.
El tee tiene una historia interesante. El norteamericano William Lowell había experimentado primero con goma, pero ésta se volvía demasiado blanda con el calor y demasiado dura y quebradiza con el frío. Al final se decidió por la madera de abedul, que resultaba prácticamente gratuita. Lowell solicitó el 13 de mayo de 1925 la patente para una especie de clavija, sobre la que se podía colocar una bola de golf. Su hijo Ernest, encargado de registrar la patente, cometió un grave error: recurrió para ello al abogado de la familia en lugar de a un abogado de patentes. Pronto resultó evidente que el color verde no era adecuado para ponerlo en el césped; los hizo  de color rojo y los vendía con el nombre de "reddy". Luego Lowell consiguió convencer al gran jugador Walter Hagen de que jugara en adelante con estas estaquillas, llamadas "pegs" en los EE. UU. Eran tan populares que los espectadores solían quedarse con ellos a modo de recuerdo, lo cual dio paso a su vez a una novedad en el deporte del golf: en el club Shennecossett de Groton (Connecticut) se colocaron por primera vez cuerdas para impedir que los espectadores se acercaran demasiado.
Finalmente, Jock Hutchison, vencedor del British Open de 1923, aconsejó a la familia Lowell que cediera el invento a la compañía Spalding. Al principio hicieron buenas ganancias, pero éstas terminaron en 1926 porque había más de 200 empresas que fabricaban tees. Los Lowell gastaron una fortuna en pleitos y los perdieron. No había dudas acerca de la autoría intelectual, pero la patente se había formulado en términos demasiado generales, por lo que no estaba protegida. La oficina estadounidense de patentes había concedido hasta 1940 unas 150 patentes para diversos tipos de tees.